# P&O Ferries
P&O Ferries es una compañía británica de transporte de viajeros. Opera ferris y ferris-cruceros y es la operadora de ferris más importante del Reino Unido. Es una empresa que forma parte de la Peninsular and Oriental Steam Navigation Company.
El 15 de octubre de 2002, los operadores de ferries del Canal de la Mancha y el Mar del Norte, iniciaron una nueva andadura bajo el nombre de P&O Ferries.

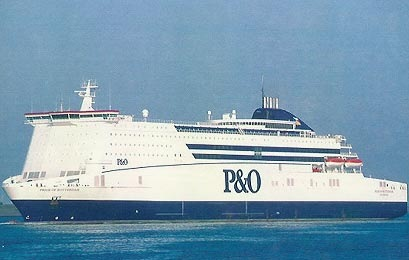
El Pride of Rotterdam opera en la ruta Hull–Róterdam

## Rutas
- Calais - Dover
- Róterdam - Hull
- Zeebrugge - Hull

## Flota

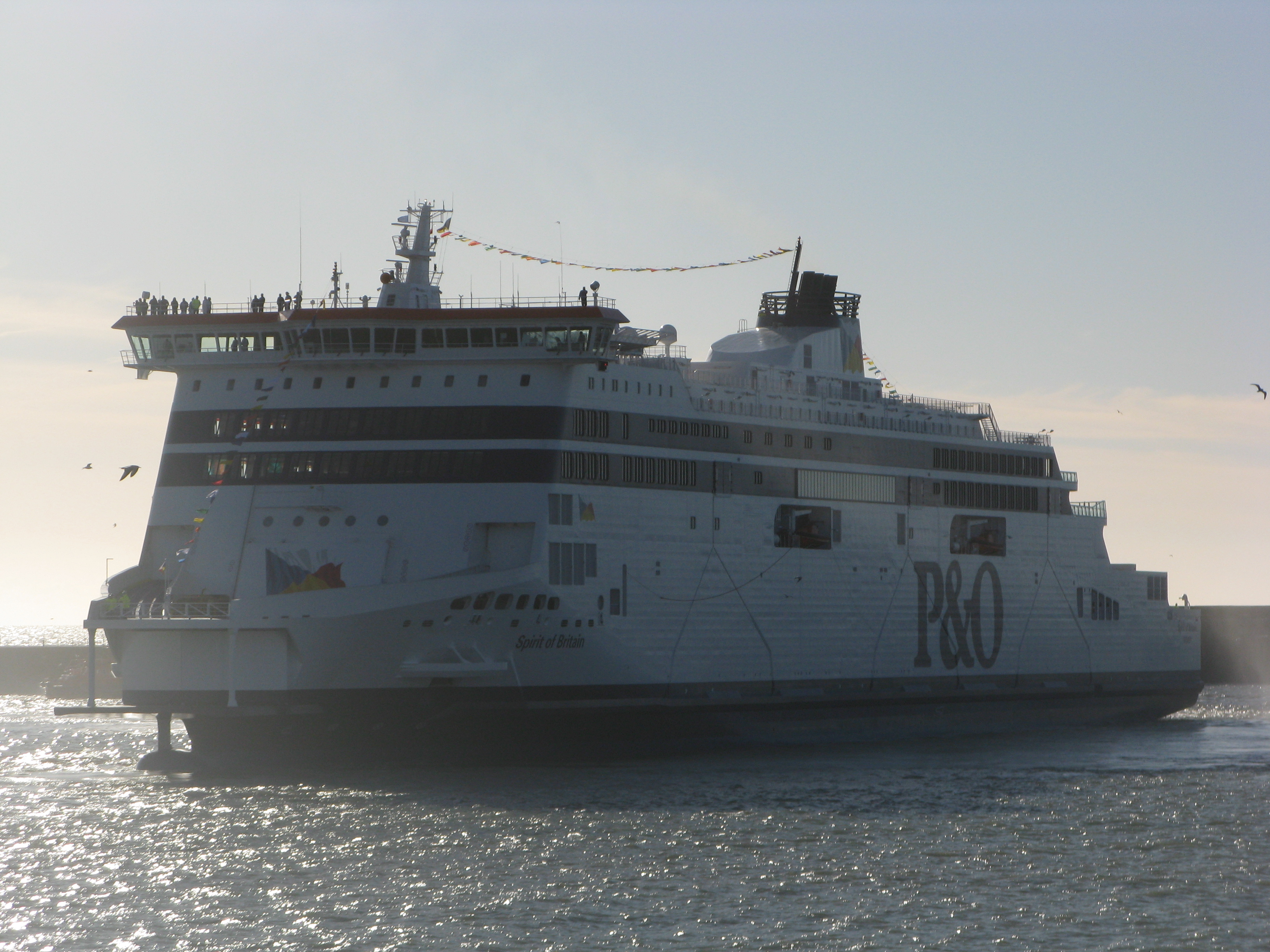
El MS Spirit of Britain en su primera llegada a Dover el domingo 9 de enero de 2011

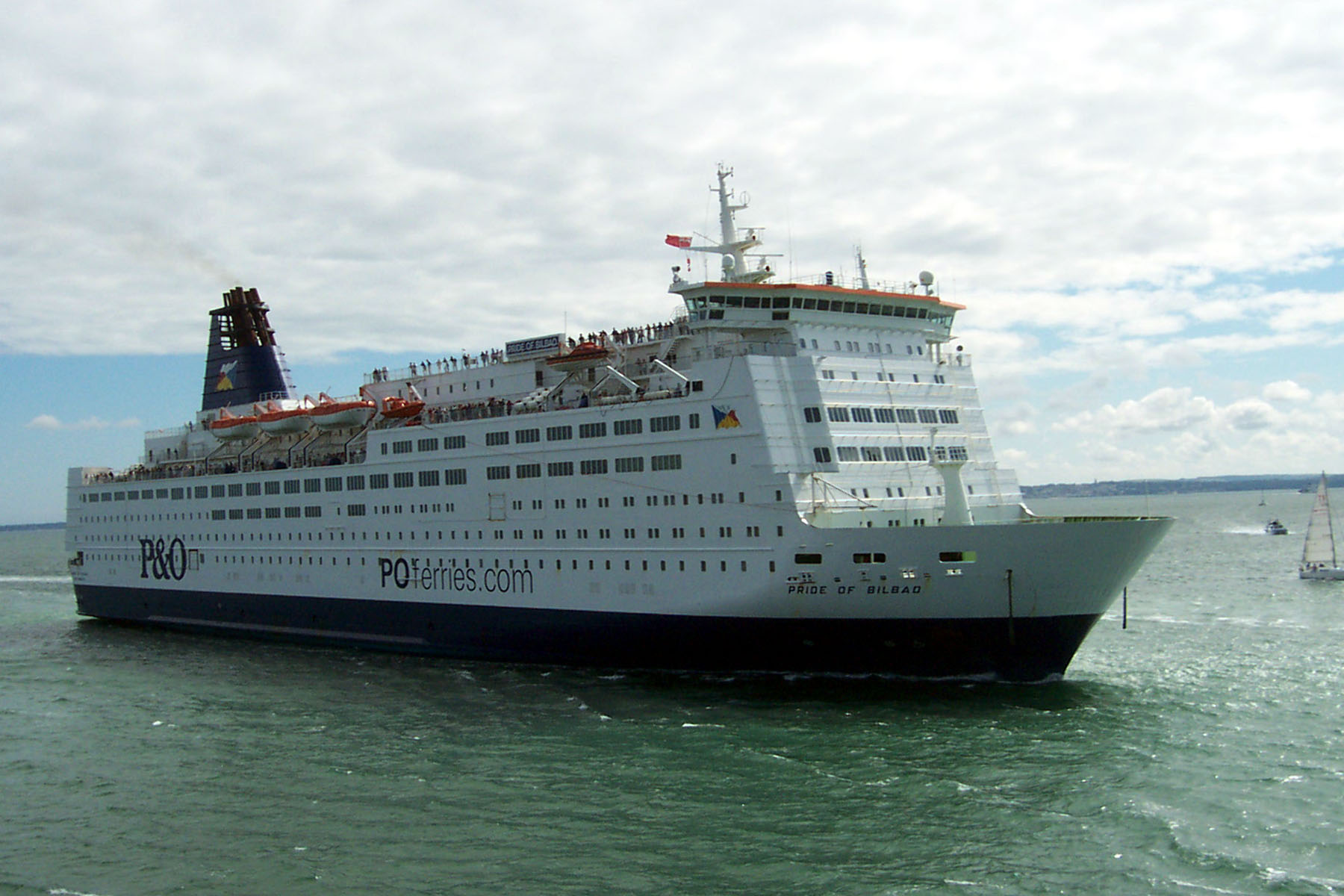
El Pride of Bilbao (antes Olympia, actualmente MS SPL Princess Anastasia) era un ferri-crucero que servía en la ruta finalizada en septiembre de 2010 Portsmouth-Bilbao.

| Barco                  | Construcción | Ruta(s)                 | Tonelaje | Puerto de registro | Notas |  |
| ---------------------- | ------------ | ----------------------- | -------- | ------------------ | ----- |  |
| MS European Seaway     | 1991         | Dover–Calais            | 22.986   | Dover,             |       |  |
| MS Pride of Burgundy   | 1993         | Dover–Calais            | 28.138   | Dover,             |       |  |
| MS Pride of Canterbury | 1991         | Dover–Calais            | 30.365   | Dover,             |       |  |
| MS Pride of Kent       | 1992         | Dover–Calais            | 30.365   | Dover,             |       |  |
| MS Spirit of Britain   | 2010         | Dover–Calais            | 49.000   | Dover,             |       |  |
| MS Spirit of France    | 2012         | Dover–Calais            | 49.000   | Dover,             |       |  |
| MS Pride of Bruges     | 1986         | Hull–Zeebrugge          | 31.598   | Róterdam,          |       |  |
| MS Pride of York       | 1986         | Hull–Zeebrugge          | 31.785   | Nasáu,             |       |  |
| MS Pride of Hull       | 2001         | Hull–Róterdam           | 59.925   | Nasáu,             |       |  |
| MS Pride of Rotterdam  | 2000         | Hull–Róterdam           | 59.925   | Róterdam,          |       |  |
| Express                | 1998         | Larne–Troon/Cairnryan   | 5.902    | Nasáu,             |       |  |
| European Highlander    | 2002         | Cairnryan–Larne         | 21.188   | Nasáu,             |       |  |
| European Causeway      | 2000         | Cairnryan–Larne         | 20.646   | Nasáu,             |       |  |
| European Endeavour     | 2000         | Liverpool–Dublín        | 22.152   | Nasáu,             |       |  |
| MV Norbank             | 1993         | Liverpool–Dublín        | 17.464   | Róterdam,          |       |  |
| MV Norbay              | 1994         | Liverpool–Dublín        | 17.464   | Hamilton,          |       |  |
| MV Norsky              | 1999         | Tilbury–Zeebrugge       | 19.992   | Róterdam,          |       |  |
| MV Norstream           | 1999         | Tilbury–Zeebrugge       | 19.992   | Róterdam,          |       |  |
| MV Bore Song           | 2011         | Middlesbrough–Zeebrugge | 25.235   | Helsinki,          |       |  |
| MV Wilhelmine          | 2012         | Middlesbrough–Róterdam  | 21.020   | Luxemburgo,        |       |  |

- Datos: Q2519829
- Multimedia: P&O Ferries / Q2519829